# Dodecatheon austrofrigidum
Dodecatheon austrofrigidum là một loài thực vật có hoa trong họ Anh thảo. Loài này được K.L.Chambers mô tả khoa học đầu tiên năm 2006.